# 椎名康胤
椎名康胤（日语：しいな やすたね，?—1576年3月），日本安土桃山时代的武将。越中国国人。松仓城主。通常被认为是椎名庆胤之子。

## 生平
椎名氏从祖上以来都是越中新川郡的守护代。然而椎名庆胤一代时因为参与神保庆宗之乱守护代职被越后长尾氏夺取，后继者椎名长常作为又守护代臣服于越后长尾氏。长尾为景死后，椎名家因为受到力图再兴神保家的神保长职的进攻而衰退。在这一情势下，椎名康胤继承了家督。
弘治3年（1557年），能登畠山氏发生内乱（弘治内乱）。椎名宮千代（不确定是不是后来的康胤）和八代俊盛从海路支援畠山义纲一方。内乱最终以畠山义纲一方胜出，椎名氏和畠山氏的关系因此加深。
永禄2年（1559年）夏，神保长职再次进攻椎名氏，康胤向越后国的长尾景虎（后来的上杉謙信）要求援军。永禄3年（1560年）3月、上杉军攻陷富山城和増山城，长职逃亡。从危机中脱身的康胤同年参加了景虎的关东出阵。但是永禄5年（1562年）神保长职卷土重来，9月5日在神通川之战中打败椎名军，椎名方的神前孙五郎被讨取，甚至居城金山城（松仓城）都被攻入。值此关头谦信又一次出手相救，最终得以降服神保长职。康胤将长尾一族的长尾景直收为养子，巩固了和上杉氏的关系。然而在与神保氏关系匪浅的能登畠山氏的仲介下，神保氏确认了对中郡（妇负・射水郡）的支配权。康胤的不满被置之不理。
另一方面谦信对康胤非常信任，关东出阵中期间甚至任命康胤留守居城春日山城。然而永禄11年（1568年）7月、康胤受到甲斐武田氏的蛊惑，反叛了上杉氏。永禄12年8月，被康胤背叛的上杉謙信出征越中，包围了松仓城，但因为城防坚固久攻不下，10月解围撤军。
随后在三木良赖的仲介下与上杉氏和睦，也曾为谦信派兵支援大坂本愿寺。元龟3年5月，为了支援武田信玄的西上作战，加贺一向一揆侵攻越中，康胤再次举起反叛大旗。上杉军击破一揆势以后再次包围松仓城。元龟4年正月、通过谦信的养子长尾显景开城降服。从此以后康胤下落不明。一说天正4年（1576年）曾加入一揆方在砺波郡的莲沼城笼城，被上杉军攻破，随后自杀。